# Густав Хусак
Густав Хусак (на словашки: Gustáv Husák) е словашки и чехословашки политик, 9-и и последен социалистически президент на Чехословакия, наричан още „Президентът на забравата“.

## Произход и младежки години
Густав Хусак е роден на 10 януари 1913 г. в село Дубравка, днес квартал на Братислава, Словакия. Още на 16-годишна възраст той става член на Комунистическия младежки съюз. Тогава учи в гимназията в Братислава. От 1933 г. Густав Хусак следва в Юридическия факултет на Университета „Коменски“ в Братислава. Тогава става член на Комунистическата партия на Чехословакия (KSC), която през периода 1938 – 1945 г. е забранена политическа организация.
По време на Втората световна война Густав Хусак е неколкократно арестуван от правителството на Йозеф Тисо по обвинение в извършване на незаконна комунистическа дейност. Той е един от лидерите на Словашкото народно въстание през 1944 г. Възстанието е срещу Нацистка Германия и управлението на Йозеф Тисо. От 1-ви септември до 5-ти септември 1944 г. Густав Хусак е член на Президиума на Словашкия национален съвет.

## Политическа кариера в следвоенните години
След войната Густав Хусак започва кариерата си като държавен служител и партиен деятел. През 1946 – 1950 г. е назначен за министър-председател на Словакия и като такъв има съществен принос за ликвидирането на Демократическата партия на Словакия, партията спечелила 62% на изборите през 1946 г. Това временно спира комунистите да завземат цялата власт в Чехословакия още през 1946 г.
През 1950 г. Густав Хусак става жертва на сталинистката чистка на партийно ръководство и получава доживотна присъда, от която излежава няколко години през периода 1954 — 1960 г. в затвора „Леополдов“. Като убеден комунист той приема лишаването си от свобода като голямо недоразумение, което периодично подчертава в няколко писма, адресирани до ръководството на партията. Добре е известно, че Антонин Новотни, чехословашки президент и първи секретар на партията по това време, многократно отказва да помилва Хусак заради уверения от страна на съпартийците му, които казват: „Вие не знаете на какво е способен, когато дойде на власт“. Накрая в резултат от Десталинизацията в Чехословакия обвиненията на Хусак са свалени и неговото партийно членство е възстановено през 1963 г. До 1967 г. той критикува неосталинисткото ръководство на Комунистическата партия на Чехословакия.  През април 1968 г. става заместник министър-председател на Чехословакия.

## Пражка пролет
Тъй като в Съветския съюз нараства тревогата от реформите на Александър Дубчек през 1968 г., Густав Хусак постепенно започва да привлича вниманието на политическата ръководство на СССР. След като войските на Варшавския договор нахлуват в Чехословакия през август 1968 г., Густав Хусак е призован да участва в чехословашко-съветските преговори, състояли се в Москва. Това бързо прави Густав Хусак лидер на онези партийни членове, които призовават за отмяна на реформите на Александър Дубчек. Показателно за неговия политически прагматизъм е една от официалните му речи след събитията през 1968 г., в която той задава риторичният въпрос, къде са опонентите му (т.е. поддръжници на опозицията срещу Съветския съюз), като иска да открие и тези „приятели“ на Чехословакия (т.е. страни от Западна Европа), които биха подкрепили страната, ако се противопостави на войските на Варшавския договор.
Получил подкрепата на Москва, Густав Хусак е назначен за ръководител на Комунистическата партия на Словакия в началото на август 1968 г. Заема мястото на Александър Дубчек като първи секретар на Комунистическата партия на Чехословакия през април 1969 г. Той спира реформите на Александър Дубчек и прочиства партията от либералните и членове през 1969 – 1971 г.
През 1975 г. Густав Хусак е избран за президент на Чехословакия. Близо двадесет години, през които Густав Хусак е лидер на Чехословакия, страната се превръща в един от най-верните съюзници на СССР, за което е удостоен със званието Герой на Съветския съюз на 9 януари 1983 г.

## Вътрешна политика
В първите години след Пражката пролет Густав Хусак успява да успокои оскърбената чехословашко общество, като му осигурява сравнително задоволителен стандарт на живот и се опитва да избягне всякакви явни репресии. Този период е наричан Нормализация, а родените през този период са известни като Хусаковото поколение. В началото на 1970 г. Хусак разрешава на изключените в периода след Пражката пролет партийци отново да се присъединят към партията, но едва след като публично се дистанцират от „грешките“, които са извършили.
Въпреки че режимът му е по-малко суров, отколкото през първите 20 години от комунистическото управление в страната, той не е либерален политик. Правата на хората са по-ограничени от тези в Унгария при управлението на Янош Кадар и в Югославия при Йосип Броз Тито. Всъщност нивото на репресия е подобно на това при режима на Ерих Хонекер в Източна Германия и Николае Чаушеску в Румъния. Под прикритието на ежедневна стабилност съществуват постоянни репресии от страна на тайната полиция (STB), насочени към дисиденти, представени по-късно от „Харта 77“, както и към стотици неразпознаваеми лица, обект на превантивните акции на тайната полиция.

## Перестройка
Към втората половина на мандата на Густав Хусак в Политбюро на Комунистическата партия на Чехословакия възникват спорове за това дали да се приемат реформи в стил Михаил Горбачов. Въпреки че хардлайнерите, водени от Васил Биляк, се противопоставят на всякакво преструктуриране, умерените комунисти водени от министър-председателя Лубомир Щроугал, се обявяват за приемане на реформите. Тогава Густав Хусак заема неутрална позиция, която поддържа до 1987 г., когато обявява половинчата програма за реформи, запланувана да влезе в сила от 1991 г. По-късно същата година обаче Густав Хусак отстъпва поста си на генерален секретар на партията на Милоуш Якеш. Тази стъпка е в отговор на изявеното желание на младите лидери Милош Якеш и Ладислав Адамец за споделяне на властта.
На 10 декември 1989 г. Густав Хусак е принуден да назначи първото некомунистическо правителство на страната след 40-годишното управление на комунистическата партия. Скоро след това той подава оставка като президент. През 1990 г. е изключен от редовете на Комунистическата партия.
Густав Хусак умира в забрава на 18 ноември 1991 г.

## Наследство
Въпреки връзката на Густав Хусак с процесите на Нормализация все още има неизяснени въпроси относно моралната му отговорност за последните две десетилетия от комунистическото управление в Чехословакия. След разпадането на ЧССР Густав Хусак неколкократно изтъква, че винаги се е опитвал да минимизира последиците от Съветската инвазия и му се налагало постоянно да устоява на натиска от страна сталинистите в Комунистическата партия като Билак, Алоис Индра и др. Исторически факт, че в началото на 1970 г. Густав Хусак лично инициира ранното изтегляне на съветските войски от чехословашката територия. Според него: 
| „            | Нужно е всеки славянин да смята за родина земите от Аш до Владивосток. | “ |
| Густав Хусак |                                                                        |   |

Съществуват неопровержими факти, които са основание Густав Хусак да бъде обвиняван за личния му принос към започването на репресиите в Чехословакия след 1968 г. Като генерален секретар на партията той е имал неограничен контрол над репресивния държавен апарат. В архивите са съхранени множество документирани случаи на изпратени до него жалби от лица, преследвани по политически причини, които са останали без последствия. След 1980 г. се наблюдава упадък на чехословашкото общество и превръщането на Хусак в безгласна политическа марионетка. .